# Локтыши (водохранилище)
Локтыши́ (бел. Лактышы) — водохранилище, расположенное в Ганцевичском районе Брестской области в 20 км на восток от города Ганцевичи. Находится в пойме реки Лань.
Сооружено в 1977 году для орошения мелиорированных сельхозугодий и водообеспечения рыбного хозяйства «Локтыши».
Котловина является частю заболоченной поймы. Дно плоское, илистое. Колебания уровня воды на протяжении года составляет 2 м.
На северном берегу находится деревня Локтыши, на южном — Будча.